# Henryk Szeryng
Henryk Bolesław Szeryng, född 22 september 1918, död 8 mars 1988, var en polsk violinist och kompositör.
Szeryng föddes i Żelazowa Wola i Polen, och visade tidigt en exceptionell talang för att spela violin. På inrådan av Bronislaw Huberman flyttade han som ung till Berlin för att studera för Carl Flesch.
1933 gjorde han sin solodebut med Brahms violinkonsert. Åren 1933-1939 hann han förutom ett flitigt turnerande med att studera komposition för Nadia Boulanger i Paris. Då Tyskland invaderade Polen 1939 beslöt sig Szeryng att engagera sig mot den tyska ockupationen. Eftersom han talade sju språk flytande blev han som översättare en viktig tillgång för Władysław Sikorskis polska exilregering. Han gav även många konserter för allierade soldater över hela världen. Under en av dessa konserter, i Mexico City, fick han ett erbjudande om att ta över ledningen av stråkmusikavdelningen på universitetet där. Han accepterade erbjudandet och blev mexikansk medborgare 1946.
Det verkade som om Szeryngs karriär som turnerande konsertviolinist var slut i och med hans nya liv som lärare, då han fick se Arthur Rubinstein uppträda i Mexico City. Szeryng besökte den store pianisten i hans loge efter föreställningen, och blev ombedd att återkomma nästa dag och spela upp. Rubinstein blev så imponerad av Szeryngs spel att han inte bara rekommenderade honom för den ryktbare managern Sol Hurok, utan fortsatte att ge konserter och spela in kammarmusikstycken och violinsonater med Szeryng under resten av bådas karriärer.
Szeryng beslöt sig nu för att återuppta sin karriär som konsertviolinist. Hans debut 1954 i New York blev mycket väl mottagen, och han fortsatte att turnera tills han 1988 dog i Kassel.
Henryk Szeryng spelade in ett stort antal skivor under sin karriär, bland annat alla Bachs sonater och partitor för soloviolin. Bland hans kompositioner märks flera violinkonserter och kammarmusikstycken.

## Utmärkelser
- Kommendör av Polonia Restituta,  1956
- Kommendörstecknet av Finlands Lejons orden,  1966
- Kommendör av Alfons X den vises orden,  1971
- Kommendör av Arts et Lettres-orden,  1975
- Grammy Award för bästa kammarmusikframförande,  1975
- Officer av Kronorden,  1976
- Grammy Award för bästa kammarmusikframförande,  1976
- Officer av Hederslegionen,  1983
- Kommendör av Karl den heliges orden,  1985
- Hedersmedalj för förtjänst för polsk kultur
- Sibeliusmedaljen
- Officer av Arts et Lettres-orden
- Polens gyllene förtjänstkors
- Officer av Polonia Restituta
- Riddare av Polonia Restituta

[Redigera Wikidata]